# Shabbat (traité)
Pour les articles homonymes, voir Sabbat et Shabbat (homonymie).
Le traité Shabbat est le premier traité de l'ordre Moëd de la Mishna. L'objet du traité est principalement les lois concernant le jour de Shabbat pendant lequel on doit suspendre tout travail selon ce qui est écrit dans la Torah "Observe le jour du Sabbat pour le sanctifier,"" "tu n'y feras aucun travail".
Ce traité compte 24 chapitres qui détaillent les 39 types de travaux interdits pendant la Shabbat.
La gémara du traité Shabbat est éditée en 157 feuillets dans le Talmud de Babylone et en 92 dans le Talmud de Jérusalem.